# Anthoceros myriandraecius
Anthoceros myriandraecius là một loài rêu trong họ Anthocerotaceae. Loài này được Stephani mô tả khoa học đầu tiên năm 1911.